# Cantó d'Évreux-Nord
El cantó d'Évreux-Nord és un cantó francès del departament de l'Eure, situat al districte d'Évreux. Té sis municipis i el cap es Évreux.

## Municipis
- Aviron
- Bacquepuis
- Bernienville
- Le Boulay-Morin
- Brosville
- La Chapelle-du-Bois-des-Faulx
- Dardez
- Émalleville
- Évreux (part)
- Gauville-la-Campagne
- Graveron-Sémerville
- Gravigny
- Irreville
- Le Mesnil-Fuguet
- Normanville
- Parville
- Quittebeuf
- Reuilly
- Sacquenville
- Sainte-Colombe-la-Commanderie
- Saint-Germain-des-Angles
- Saint-Martin-la-Campagne
- Le Tilleul-Lambert
- Tournedos-Bois-Hubert
- Tourneville

## Història
| Data d'elecció                           | Identitat         | Partit          | Qualitat |
| ---------------------------------------- | ----------------- | --------------- | -------- |
| 1945-1949                                | M. Chauvin        | radical         |          |
| 1949-1979                                | Louis Bergouignon | RI, després UDF |          |
| 1979-1998                                | Bernard Blois     | UDF             |          |
| 1998-                                    | Claude Behar      | PRG             |          |
| les dades anteriors no són pas conegudes |                   |                 |          |
|                                          |                   |                 |          |

## Demografia
| A partir de 1990: Població sense dobles comptes |